# Dracaena cochinchinensis
Dracaena cochinchinensis är en sparrisväxtart som först beskrevs av João de Loureiro, och fick sitt nu gällande namn av Sing Chi Chen. Dracaena cochinchinensis ingår i släktet dracenor, och familjen sparrisväxter. Inga underarter finns listade i Catalogue of Life.